# 二氯苯基二甲脲
二氯苯基二甲脲 (3-(3,4-dichlorophenyl)-1,1-dimethylurea，DCMU) 是一种抑制光合作用的除草剂，由拜耳公司于1954年发明，商品名敌草隆(Diuron)。

## 反应机理
DCMU是一种非常特殊且敏感的光合作用抑制剂。它阻断了质体醌与光系统 II之间的联系，使电子无法从光系统II流向质体醌，从而打断了光合电子传递链使光合作用无法继续进行来给植物提供能量（ATP）与还原力。
DCMU只打破光系统II的电子流动，而对光吸收、光系统I的电子流动以及固定二氧化碳的卡尔文循环无影响。
同时也由于DCMU阻止了水和光系统 II之间的电子转移，使得光系统 I的“电子空洞”无法被填补，最终转移给NADP+的“线性”电子传递链被阻断，因此DCMU并没有阻遏环式光合磷酸化，事实上在某些情况下，反而还促进了环式光合磷酸化。
由于有这些作用效果，DCMU常被用来研究光合作用中的能量流动。